# 岩崎輝弥
岩崎 輝弥（岩崎 輝彌、いわさき てるや、1887年（明治20年）6月18日 - 1956年（昭和31年）9月17日）は、日本の実業家。日本における鉄道趣味の先駆者である。

## 生い立ち
岩崎弥之助・早苗夫妻の三男として東京府（現・東京都）に生まれる。
1899年（明治32年）に高等師範学校附属小学校（現・筑波大学附属小学校）、1905年（明治38年）に東京高等師範学校附属中学校（現・筑波大学附属中学校・高等学校）を卒業。東京帝国大学農科大学実科（現・東京農工大学農学部）を卒業。
三菱の創業者一族・岩崎家に生まれたこともあって大学卒業後は実業界に進んだ。

## 実業家として
輝弥は実業家としては酪農業に従事しており、立川養豚場や吉屋信子の代表作『安宅家の人々』のモデルとなったことで知られる子安農園を経営したことで知られている。だが輝弥は父・弥之助（三菱財閥の2代目総帥）や長兄・小弥太（三菱財閥の4代目総帥）、次兄・俊弥（旭硝子の創業者）のような実業家としての大きな業績はなく、専ら鉄道ファンとしてその名を知られている。

## 鉄道ファンとして
輝弥は1902年（明治35年）から1907年（明治40年）にかけて渡邊銀行創立者の一族・渡邊四郎 （1880年 - 1921年）とともに写真家・小川一真に依頼して北海道から九州まで、全国各地で多くの鉄道写真を撮影した。渡邊が先に親族の鉄道技師に影響を受けて関心を抱き、渡邊の弟と同学だった輝弥がその縁で知り合い、鉄道に興味を示したとされる。しかし、1910年に渡邊が渡仏すると鉄道への興味は薄れた。
輝弥と渡邉が小川に依頼して撮影した写真は蒸気機関車を中心に客車、駅舎、隧道、橋梁等多岐にわたる。  
岩崎・渡邊の両名の指示に従い小川とその門下の写真師たちが撮影したこれらの写真は、その撮影期間がわずか5年と短期間に限られているが、その大半が組み立て暗箱によってガラス乾板に撮影されており、その精細さと鮮明さ、被写体の特徴をよく捉えたカメラアングルの的確さ、それに体系だった被写体選択、同時代に撮影された鉄道写真としては類を見ない突出したクオリティを備えていることで知られ、これらの写真にのみ記録されている車両も少なくない。
これらの写真は昭和の初めに渡邉家の遺族より、また1940年（昭和15年）に輝弥自身の申し出により、いずれも東京・万世橋の鉄道博物館（後の交通博物館）に寄贈された。同博物館でのこれらの写真群の公開は臼井茂信をはじめとする当時の鉄道趣味者らによる写真撮影スタイルに重大な影響を及ぼし、またその撮影時期と撮影地点がほぼ特定可能であることから、これらは以後の日本における明治期鉄道研究の重要な基準史料となっている。
これらの膨大な写真群は、「岩崎・渡邊コレクション」として埼玉県さいたま市にある鉄道博物館に所蔵されていた。
輝弥は日本の鉄道ファンの先駆者であるといえる。また、輝弥の業績も大半が鉄道趣味に関するもの、それも鉄道撮影に関するものであり、今日の鉄道ファンの分類では「撮り鉄」に該当する。

## 栄典
- 1940年11月 - 紺綬褒章[1]

## 家族・親族
父・弥之助は三菱の2代目総帥、母・早苗は政治家・後藤象二郎の長女。妻・須美は初代東京物理学講習所所長の櫻井房記の次女なので造船学者・櫻井省三と化学者・櫻井錠二は輝弥にとって義理の叔父にあたる。義兄には実業家で三菱重工業社長を務めた櫻井俊記（房記の長男）と建築家で三菱地所社長を務めた藤村朗（妻は櫻井房記の長女・貴美）がいる。
輝弥・須美夫妻は2男2女をもうけた。長男・毅太郎は内科医学者・坂口康蔵の三女と結婚した。次男はドイツ語学者の岩崎英二郎で、英二郎の妻は歌人・詩人として知られる北原白秋の長女である。また長女は侍従・京都外国語大学教授を歴任した岡部長章（岸和田藩岡部家13代当主・岡部長職の八男）に嫁いでいるため、岩崎家は櫻井家・坂口家・北原家及び岡部家と姻戚関係で結ばれているといえる。ブラジル東山農場社長の岩崎透は英二郎の長男で、輝弥の孫にあたる。